# Simeon Peak
Simeon Peak (in lingua bulgara: Връх Симеон, Vrah Simeon) è un picco antartico coperto di ghiaccio, alto 1.580 m, situato nel Friesland Ridge, nei Monti Tangra dell'Isola Livingston, nelle Isole Shetland Meridionali, in Antartide. 
Il picco, ricoperto da una spessa coltre di ghiaccio, è collegato a nordest al St. Boris Peak dalla Paril Saddle e sormonta il Ghiacciaio Huntress a nordovest, la Ruen Icefall a sudovest e il Ghiacciaio Macy a est.
La vetta fu salita per la prima volta e rilevata con il GPS il 16 gennaio 2017 dagli scalatori bulgari Doychin Boyanov, Nikolay Petkov e Nedelcho Hazarbasanov, partiti dal Nesebar Gap e attraversando la parte superiore del Ghiacciaio Huntress, l'Academia Peak, il St. Boris Peak e la Paril Saddle.  
La denominazione è stata assegnata in onore dello zar Simeone I il Grande (893-927).

## Localizzazione
La vetta centrale è situata alle coordinate 62°41′27″S 60°12′25″W, 2,48 km a sud-sudovest del Monte Friesland, 1,85 km a sud-sudovest del St. Boris Peak e 1,69 km a nord del St. Cyril Peak (mappatura britannica del 1968, argentina del 1980, spagnola del 1991, rilevazione topografica bulgara del 1995-96 con altezza stimata in 1.576 m e mappatura nel 2005 e 2009).

## Mappe
- Chart of South Shetland including Coronation Island, &c. from the exploration of the sloop Dove in the years 1821 and 1822 by George Powell Commander of the same. Scale ca. 1:200000. London: Laurie, 1822
- South Shetland Islands. Scale 1:200000 topographic map. DOS 610 Sheet W 62 60. Tolworth, UK, 1968.
- Islas Livingston y Decepción.  Mapa topográfico a escala 1:100000.  Madrid: Servicio Geográfico del Ejército, 1991.
- S. Soccol, D. Gildea and J. Bath. Livingston Island, Antarctica. Scale 1:100000 satellite map. The Omega Foundation, USA, 2004.
- L.L. Ivanov et al., Antarctica: Livingston Island and Greenwich Island, South Shetland Islands (from English Strait to Morton Strait, with illustrations and ice-cover distribution), 1:100000 scale topographic map, Antarctic Place-names Commission of Bulgaria, Sofia, 2005
- L.L. Ivanov. Antarctica: Livingston Island and Greenwich, Robert, Snow and Smith Islands. Scale 1:120000 topographic map. Troyan: Manfred Wörner Foundation, 2010. ISBN 978-954-92032-9-5 (First edition 2009. ISBN 978-954-92032-6-4)
- Antarctic Digital Database (ADD). Scale 1:250000 topographic map of Antarctica. Scientific Committee on Antarctic Research (SCAR). Since 1993, regularly upgraded and updated.
- L.L. Ivanov. Antarctica: Livingston Island and Smith Island. Scale 1:100000 topographic map. Manfred Wörner Foundation, 2017. ISBN 978-619-90008-3-0